# Avempace
Abu-Bakr Muhàmmad ibn Yahya ibn as-Sàyigh ibn Bajja (àrab: أبو بكر محمد بن يحيى بن الصايغ بن باجة, Abū Bakr Muḥammad ibn Yahyà ibn aṣ-Ṣāyiḡ ibn Bājja), més conegut simplement com a Ibn Bajja, i, a Europa, pel nom llatinitzat d'Avempace, fou un filòsof andalusí nascut a Saragossa entre 1070 i 1090, i mort a Fes el 1138, interessat també en la medicina, la poesia, la física la botànica, la música i l'astronomia.
Va ser visir en Taifa de Saraqusta, amb Ibn Tifilwit de 1114 a 1116. Abans que aquest últim morís en una operació militar contra els cristians. Ibn Bayya estava molt prop de Ibn Tifilwit, li va escriure un elogi (Reconeixement dels mèrits d'una persona mitjançant expressions favorables.) i poemes. En 1118 l'Emirat de Saraqusta va ser finalment conquerit l'any 1118 per Alfons I d'Aragó. Roman en el cercle de poder almoràvit i continua exercint de visir amb Yússuf ibn Taixfín a Xàtiva. Apareix a Sevilla en 1136 amb el seu deixeble Abû l-Ḥasan Ibn al-Imâm. Autor d'obres matemàtiques, metafísiques i morals molt apreciades pels musulmans i sovint elogiades per Ibn Tufayl, va professar una filosofia mística que li va fer ser acusat d'heretgia pels seus correligionaris. A causa del seu treball, representa a Occident el que Al-Farabí representa a Orient.
El seu pensament va tenir una gran influència en Ibn Ruixd (Averrois) i Albert Magne. Fou mestre de l'erudit andalusí Ibn Tufayl i exercí una influència decisiva en la seva obra. La majoria dels seus escrits i un llibre no es van veure completats (o ben organitzats), a causa de la seva mort precipitada.
La seva obra capital, El règim del solitari, expressa una protesta moral contra el materialisme i la vida mundana de les classes dominants de l'època. Afirma que, donada la corrupció de la societat, la persona que ha comprès la seva veritable condició ha de mantenir-se'n al marge, com a mínim en pensament.